# Доколумбова хронология Перу

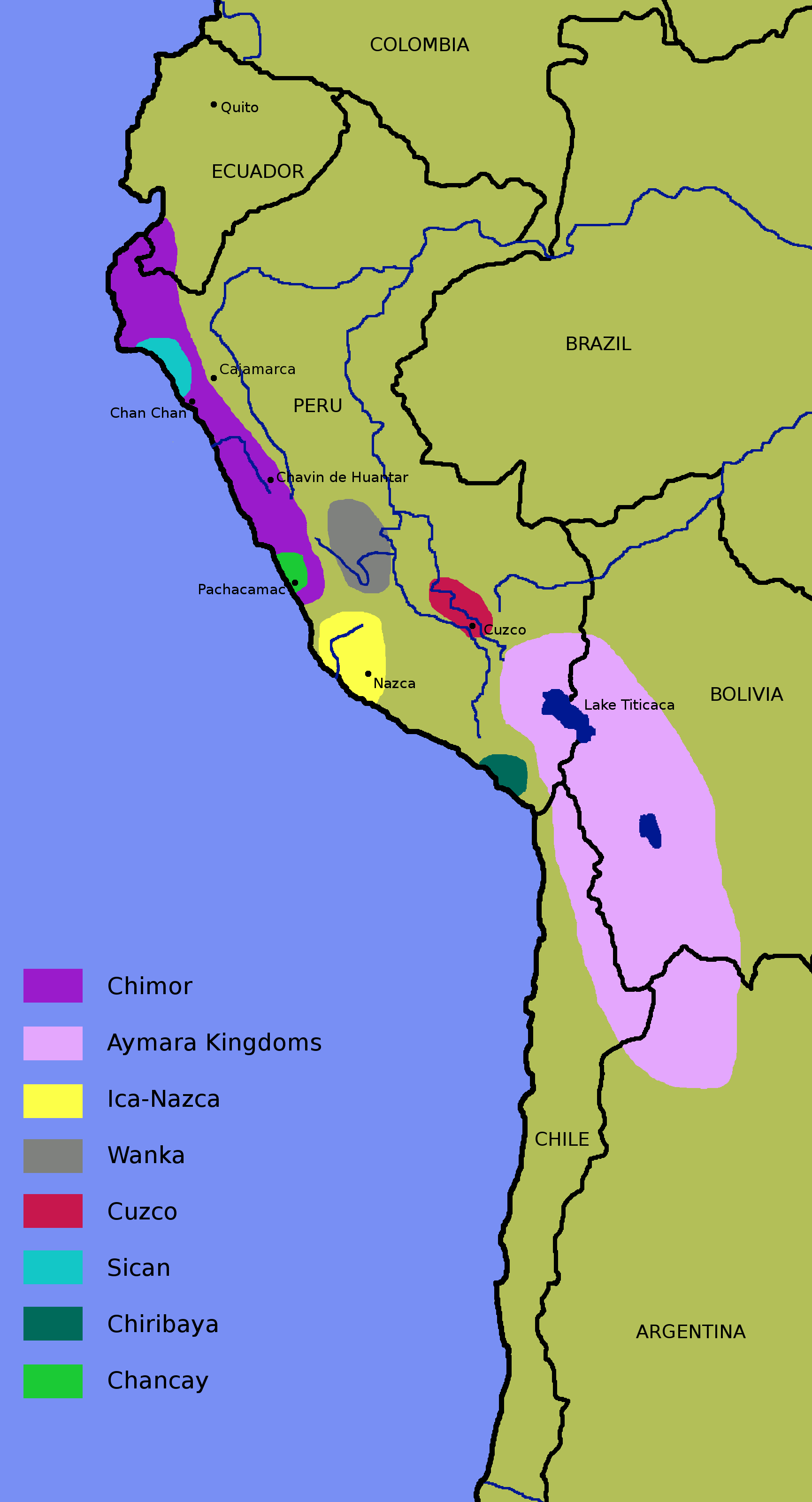
Андские культуры до инков, XIV век

Доколумбова хронология Перу и Андского региона в настоящее время основана на классификации, которую предложил Эдвард Лэннинг. Альтернативную систему датировки предложил Луис Лумбрерас, который иначе датирует некоторые археологические находки. Большинство культур Позднего горизонта и некоторые культуры Позднего промежуточного периода были включены в состав инкской империи к 1493 г., однако окончание периода датируется 1534 г., датой крушения Империи инков в результате испанского завоевания. Большинство хронологических границ между периодами связаны либо с окончанием сильной засухи, либо с началом новой, результатом чего было перемещение сельскохозяйственного производства в горы или его возвращение на равнину, а следовательно, и смена между культурами с разными образами жизни.
Список не включает открытия последних лет, такие, как Культура Норте-Чико.
| Период                      | Датировка                         | Культуры |
| Керамический период         | Керамический период               | Керамический период |
| --------------------------- | --------------------------------- | --- |
| Поздний горизонт            | 1476 н. э. — 1534 н. э.           | Кахамарка, Чанкай, Чачапойя, Чинча, Чирибайя, Чукуито, Уаман-Уилька, Инкская империя, Ило, Коту-Коту, Пакакоча, Пайи-Марка, Пиура, Сикан, Тахарака |
| Поздний промежуточный этап  | 1000 н. э. — 1476 н. э.           | Уари, Чиму, Чинча, Кахамарка, Горбансай, Пиура, Кильке                                                                                             |
| Средний горизонт            | 600 н. э. — 1000 н. э.            | Уари, Тиуанако, Пиура, Горбансай |
| Ранний промежуточный период | 200 до н. э. — 600 н. э.          | Моче, Наска, Лима, Тиуанако, Пичиче, Сечура, Горбансай                                                                                             |
| Ранний горизонт             | 900 до н. э. — 200 до н. э.       | Чавин, Куписнике, поздняя Чирипа, Паракас, Пичиче, Сечура                                                                                          |
| Начальный период            | 1800/1500 до н. э. — 900 до н. э. | Ранняя Чирипа, Котош, Ториль (Кумбе-Майо акведук построен около 1000 г. до н. э.)                                                                  |
| Докерамический период       |                                   | |
| Период VI                   | 2500 до н. э.— 1500/1800 до н. э. | Норте-Чико, Касавилька, Кулебрас, Вискачани, Уака-Приета                                                                                           |
| Период V                    | 4200 до н. э. — 2500 до н. э.     | Хонда, Лаурикоча III, Вискачани, |
| Период IV                   | 6000 до н. э.— 4200 до н. э.      | Амбо, Канарио, Сичес, Лаурикоча II, Лус, Токепала II                                                                                               |
| Период III                  | 8000 до н. э. — 6000 до н. э.     | Ареналь, Чиватерос II, Лаурикоча I, Плайя-Чира, Пуйенка, Токепала I                                                                                |
| Период II                   | 9500 до н. э. — 8000 до н. э.     | Чиватерос I, Лаурикоча I |
| Период I                    | ? до н. э. — 9500 до н. э.        | Окендо, Красная зона (центральное побережье Перу)                                                                                                  |

Альтернативная хронология, предложенная Л. Лумбрерасом:
| Период                       | Датировка                          | Культуры                                              |
| Керамический период          | Керамический период                | Керамический период                                   |
| ---------------------------- | ---------------------------------- | ----------------------------------------------------- |
| Империя Тауантинсуйю         | 1430 н. э. — 1532 н. э.            | Инки                                                  |
| Региональные государства     | 1200 н. э. — 1470 н. э.            | Уари, Чиму, Чинча, Куско, Чанка (конфедерация в Перу) |
| Империя Уари                 | 800 н. э. — 1200 н. э.             | Уари, Тиуанаку                                        |
| Региональные культуры        | 100 н. э. — 800 н. э.              | Моче, Наска, Лима, Тиуанаку, Рекуай, Гальинасо        |
| Формационный период          | 900 до н. э. — 200 н. э.           | Чавин, Викус                                          |
| Докерамический период        |                                    |                                                       |
| Архаичный период             | 4000 до н. э. — 1200/1800 до н. э. |                                                       |
| Каменный (литический) период | 1500 до н. э. — 4000 до н. э.      |                                                       |

## Сводная диаграмма
Оттенки синего и фиолетового цвета соответствуют прибрежным культурам.

Тёплые цвета (оранжевый, красный, бордовый) соответствуют культурам Андского региона.

Оттенки зелёного цвета соответствуют регионам Амазонии.

Расположение культур на таблице сверху вниз примерно соответствует их географическому расположению на карте Южной Америки с севера на юг.